# 13917 Correggia
13917 Correggia este un asteroid din centura principală de asteroizi.

## Descriere
13917 Correggia este un asteroid din centura principală de asteroizi. A fost descoperit pe 6 martie 1984 la Stația Anderson Mesa de Edward L. G. Bowell. Asteroidul prezintă o orbită caracterizată de o semiaxă mare de 3,07 ua, o excentricitate de 0,19 și o înclinație de 13,7° în raport cu ecliptica.